# Cabeçalinho
Cabeçalinho (crioll capverdià Kabesalinh) és una vila a l'oest de l'illa de São Nicolau a l'arxipèlag de Cap Verd. Està situada 3 kilòmetres al sud-oest de Ribeira Brava.